# Ложные пестрянки

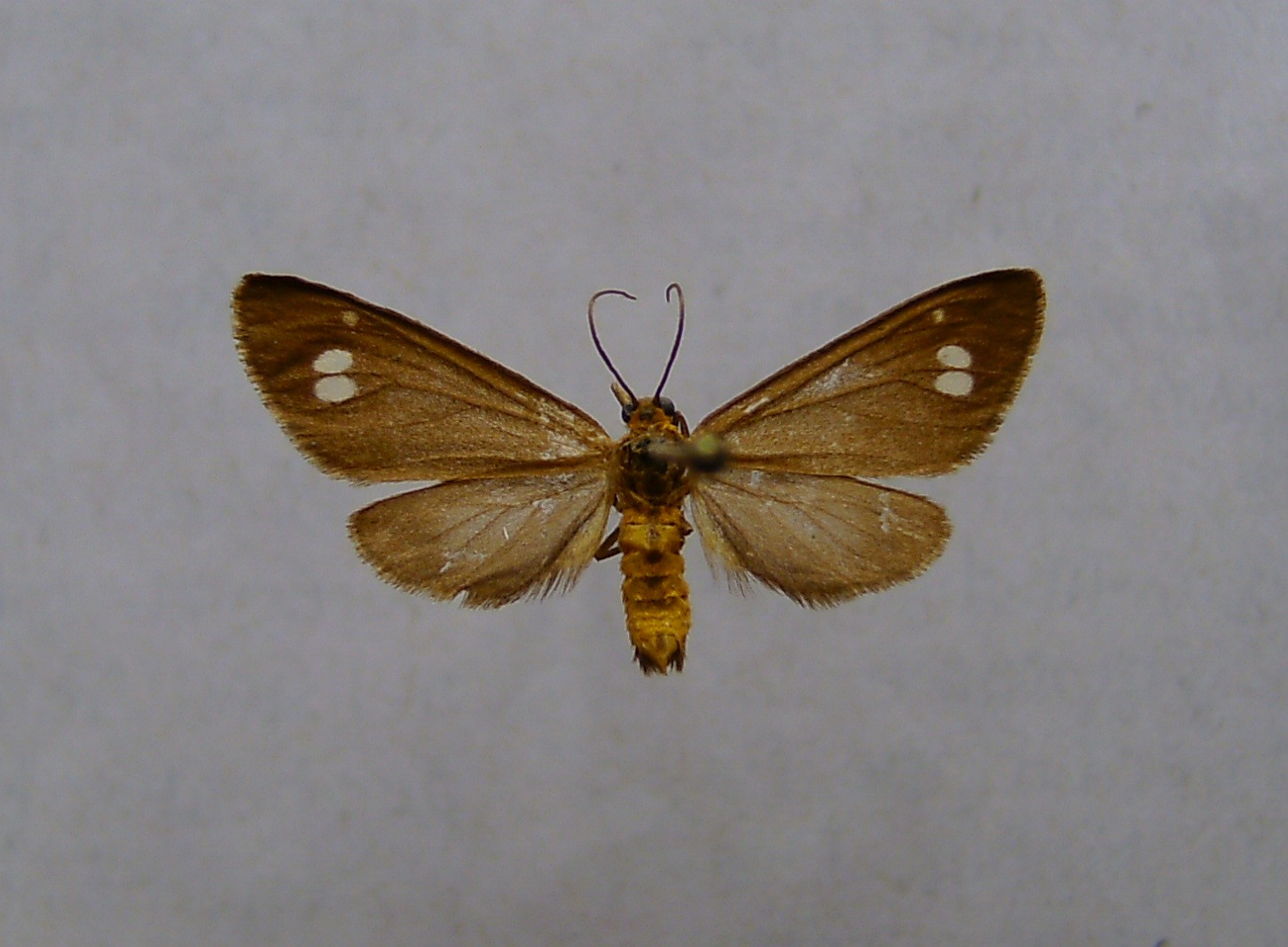
Dysauxes ancilla

Ложные пестрянки (лат. Ctenuchina) — подтриба бабочек из подсемейства медведиц в составе семейства Erebidae. Ранее рассматривалось в качестве самостоятельного семейства Ctenuchidae. Около 3000 видов, преимущественно распространены в тропиках.

## Описание
Размах крыльев 30—50 мм. Яркие и пестро раскрашенные бабочки средних размеров, внешностью и повадками подражают настоящим пестрянкам (Zygaenidae), а распространенные в тропиках виды с почти целиком прозрачными крыльями удивительно точно копируют свои модели из родов Vespa, Eumenes, Polistes и Odynerus.
Бабочки с контрастным рисунком на крыльях и теле: прозрачные пятна на крыльях резко выделяются на бархатисто-чёрной или кофейно-коричневом фоне. Окраска чаще всего бархатисто-черная, с яркими желтыми, оранжевыми или красными полосами (иногда такого же цвета пятна по бокам) сверху отдельных сегментов, реже — оранжево-желтое, в узких черных кольцах по переднему краю сегментов. Грудь, крылья, брюшко покрыты плотно прилегающими плоскими чешуйками, часто с зеленым или синим металлическим блеском.
Усики реснитчатые или гребенчатые, с короткими расширенными гребешками. Хоботок хорошо развит. Губные щупики короткие, едва достигают уровня лба, скошены книзу, 2-й членик широкий, равномерно покрыт чешуйками сверху и снизу. Глаза голые. Передние крылья треугольно вытянутые, косо срезанные по наружному краю. У большинства палеарктических видов с рисунком из прозрачных пятен в дискоидной ячейке, под ней и в наружной 1/2 крыла. Число и расположение этих пятен в пределах групп видов довольно стабильно. Жилкование передних крыльев представлено свободной не ветвящейся жилкой Sc. Жилкование задних крыльев характеризуется отсутствием Sс, положение которой едва намечено неглубокой складкой. Шпоры очень короткие или отсутствуют, у видов из Палеарктики голени задних ног с 2 парами коротких шпор.

## Биология
Ведут дневной образ жизни, летают мало и неохотно, чаще сидят в траве или на цветах, где встречаются вместе с настоящими пестрянками. В умеренной зоне дают одно поколение в году.